# Ministre des Affaires intergouvernementales
Le ministre des Affaires intergouvernementales (anglais : Minister of Intergovernmental Affairs) est le ministre du gouvernement fédéral canadien chargé des relations avec les provinces.
Le ministre est à la tête du Secrétariat des Affaires intergouvernementales au sein du Bureau du Conseil privé. 
L'actuel ministre des Finances et des Affaires intergouvernementales est Dominic LeBlanc, en poste depuis le 18 août 2020 sous le cabinet de Justin Trudeau et sous le cabinet de Mark Carney.

## Historique
À la Confédération, un secrétaire d'État des provinces est créé. Il est remplacé en 1873 par le ministre de l'Intérieur.
Un ministre d'État aux Relations fédérales provinciales a existé de 1977 à 1980 et de 1986 à 1991.
À la suite de l'échec de l'Accord du lac Meech, Joe Clark est nommé ministre des Affaires constitutionnelles. C'est la seule personne à occuper ce portefeuille, jusqu'en 1993.
Le premier ministre des Affaires intergouvernementales est Marcel Massé dans le gouvernement libéral de Jean Chrétien. 
À l'exception de Pierre Pettigrew et de Justin Trudeau, les ministres des Affaires intergouvernementales sont traditionnellement président du Conseil privé.

## Liste des titulaires

### Ministres depuis 1991
| Ministre | Ministre | Ministre | Parti                     | Début            | Fin              | Cabinet          |
| -------- | -------- | --- | ------------------------- | ---------------- | ---------------- | ---------------- |
|          |          | Joe Clark Ministre des Affaires constitutionnelles                                                                                            | Progressiste-conservateur | 21 avril 1991    | 24 juin 1993     | 24e (Mulroney)   |
|          |          | Kim Campbell Ministre responsable des Relations fédérales-provinciales                                                                        | Progressiste-conservateur | 25 juin 1993     | 3 novembre 1993  | 25e (Campbell)   |
|          |          | Marcel Massé Ministre des Affaires intergouvernementales                                                                                      | Libéral                   | 14 novembre 1993 | 24 janvier 1996  | 26e (Chrétien)   |
|          |          | Stéphane Dion Ministre des Affaires intergouvernementales                                                                                     | Libéral                   | 25 janvier 1996  | 11 décembre 2003 | 26e (Chrétien)   |
|          |          | Pierre Pettigrew Ministre des Affaires intergouvernementales                                                                                  | Libéral                   | 12 décembre 2003 | 19 juillet 2004  | 26e (Chrétien)   |
|          |          | Lucienne Robillard Ministre des Affaires intergouvernementales                                                                                | Libéral                   | 20 juillet 2004  | 5 février 2006   | 27e (Martin)     |
|          |          | Michael Chong Ministre des Affaires intergouvernementales                                                                                     | Conservateur              | 6 février 2006   | 27 novembre 2006 | 28e (Harper)     |
|          |          | Peter Van Loan Ministre des Affaires intergouvernementales                                                                                    | Conservateur              | 27 novembre 2006 | 3 janvier 2007   | 28e (Harper)     |
|          |          | Rona Ambrose Ministre des Affaires intergouvernementales                                                                                      | Conservateur              | 4 janvier 2007   | 30 octobre 2008  | 28e (Harper)     |
|          |          | Josée Verner Ministre des Affaires intergouvernementales                                                                                      | Conservateur              | 30 octobre 2008  | 18 mai 2011      | 28e (Harper)     |
|          |          | Peter Penashue Ministre des Affaires intergouvernementales                                                                                    | Conservateur              | 18 mai 2011      | 14 mars 2013     | 28e (Harper)     |
|          |          | Denis Lebel Ministre des Affaires intergouvernementales                                                                                       | Conservateur              | 19 mars 2013     | 14 juillet 2013  | 28e (Harper)     |
|          |          | Denis Lebel Ministre de l'Infrastructure, des Collectivités et des Affaires intergouvernementales                                             | Conservateur              | 15 juillet 2013  | 4 novembre 2015  | 28e (Harper)     |
|          |          | Justin Trudeau Ministre des Affaires intergouvernementales                                                                                    | Libéral                   | 4 novembre 2015  | 18 juillet 2018  | 29e (J. Trudeau) |
|          |          | Dominic LeBlanc Ministre des Affaires intergouvernementales et du Nord et du Commerce intérieur                                               | Libéral                   | 18 juillet 2018  | 25 avril 2019    | 29e (J. Trudeau) |
|          |          | Bill Morneau (par intérim) Ministre des Affaires intergouvernementales et du Commerce intérieur                                               | Libéral                   | 26 avril 2019    | 19 novembre 2019 | 29e (J. Trudeau) |
|          |          | Chrystia Freeland Ministre des Affaires intergouvernementales                                                                                 | Libéral                   | 20 novembre 2019 | 18 août 2020     | 29e (J. Trudeau) |
|          |          | Dominic LeBlanc Ministre des Affaires intergouvernementales                                                                                   | Libéral                   | 18 août 2020     | 26 octobre 2021  | 29e (J. Trudeau) |
|          |          | Dominic LeBlanc Ministre des Affaires intergouvernementales, de l'Infrastructure et des Collectivités                                         | Libéral                   | 26 octobre 2021  | 26 juillet 2023  | 29e (J. Trudeau) |
|          |          | Dominic LeBlanc Ministre de la Sécurité publique, des Institutions démocratiques et des Affaires intergouvernementales                        | Libéral                   | 26 juillet 2023  | 20 décembre 2024 | 29e (J. Trudeau) |
|          |          | Dominic LeBlanc Ministre des Finances et des Affaires intergouvernementales                                                                   | Libéral                   | 20 décembre 2024 | 14 mars 2025     | 29e (J. Trudeau) |
|          |          | Dominic LeBlanc Ministre du Commerce international et des Affaires intergouvernementales                                                      | Libéral                   | 14 mars 2025     | 13 mai 2025      | 30e (Carney)     |
|          |          | Dominic LeBlanc Ministre responsable du Commerce Canada–États-Unis, des Affaires intergouvernementales et de l'Unité de l'économie canadienne | Libéral                   | 13 mai 2025      | En fonction      | 30e (Carney)     |

### Postes connexes

#### Secrétaire d'État des provinces (1867-1873)
| Ministre Parti | Ministre Parti                      | Début            | Fin           | Cabinet                 |
| -------------- | ----------------------------------- | ---------------- | ------------- | ----------------------- |
|                | Adams George Archibald Conservateur | 1er juillet 1867 | 30 avril 1868 | 1er (John A. Macdonald) |
|                | Joseph Howe Conservateur            | 16 novembre 1869 | 6 mai 1873    | 1er (John A. Macdonald) |
|                | James Cox Aikins Conservateur       | 7 mai 1873       | 13 juin 1873  | 1er (John A. Macdonald) |
|                | Thomas Nicholson Gibbs Conservateur | 14 juin 1873     | 30 juin 1873  | 1er (John A. Macdonald) |

#### Ministre d'État (Relations fédérales-provinciales) (1978-1991)
| Ministre Parti   | Ministre Parti                                   | Début             | Fin               | Cabinet        |
| ---------------- | ------------------------------------------------ | ----------------- | ----------------- | -------------- |
|                  | John Mercer Reid Libéral                         | 24 novembre 1978  | 3 juin 1979       | 20e (Trudeau)  |
|                  | Marc Lalonde Libéral                             | 19 septembre 1977 | 23 juin 1978      | 20e (Trudeau)  |
|                  | William Herbert Jarvis Progressiste-conservateur | 4 juin 1979       | 2 mars 1980       | 21e (Clark)    |
| Pas de titulaire | Pas de titulaire                                 | 3 mars 1980       | 29 juin 1984      | 22e (Trudeau)  |
| Pas de titulaire | Pas de titulaire                                 | 30 juin 1984      | 16 septembre 1984 | 23e (Turner)   |
| Pas de titulaire | Pas de titulaire                                 | 16 septembre 1984 | 30 juin 1986      | 24e (Mulroney) |
|                  | Lowell Murray Progressiste-conservateur          | 30 juin 1986      | 20 avril 1991     | 24e (Mulroney) |